# Universität Tor Vergata
Die Universität Tor Vergata (italienisch: Università degli studi di Roma Tor Vergata), Universität Rom II, ist neben der Universität La Sapienza, der Universität Rom III und der Universität Foro Italico eine der vier staatlichen Universitäten in Rom.
Mit ihrem Sitz im gleichnamigen Bezirk Tor Vergata im Südosten Roms beherbergt die 1982 gegründete Universität über 27.000 Studierende und mehr als 1.800 Lehrer, Dozenten und Professoren in sechs Fachbereichen:
- Economia – Wirtschaftswissenschaft (Via Columbia 2)
- Ingegneria – Ingenieurwissenschaft (Via del Politecnico 1)
- Lettere e filosofia – Geisteswissenschaften und Philosophie (Via Columbia 1)
- Giurisprudenza – Rechtswissenschaften (Via Bernardino Alimena 5)
- Medicina e Chirurgia – Medizin und Chirurgie (Via Montpellier 1)
- Scienze matematiche, fisiche e naturali – Naturwissenschaften (Via della Ricerca Scientifica 1)

Jährlich werden 480 Plätze an Studierende aus dem ERASMUS-SOKRATES-Programm vergeben.